# Nguyễn Văn Thành (chính khách)
Nguyễn Văn Thành (sinh năm 1957) là một chính khách, tướng lĩnh Công an nhân dân Việt Nam, hàm Thượng tướng. Ông hiện là Phó Chủ tịch chuyên trách Hội đồng Lý luận Trung ương Đảng Cộng sản Việt Nam. Ông nguyên là Ủy viên Ban Chấp hành Trung ương Đảng khóa XI, XII, nguyên Ủy viên Thường vụ Đảng ủy Công an Trung ương, nguyên Thứ trưởng Bộ Công an Việt Nam, Chủ nhiệm Ủy ban Kiểm tra Đảng ủy Công an Trung ương.

## Thân thế và giáo dục
Ông sinh ngày 5 tháng 3 năm 1957, tại Trường Yên, Hoa Lư, Ninh Bình.
Xuất thân trong gia đình nông dân, ông theo học và tốt nghiệp chương trình phổ thông 10/10. Sau đó, ông tiếp tục học bậc Đại học và tốt nghiệp Cử nhân ngành Luật.
Tuy sinh ra ở Hoa Lư, Ninh Bình; nhưng ông theo gia đình lên huyện Lạc Thủy, tỉnh Hòa Bình sống từ thuở nhỏ. Ông cũng học phổ thông cấp 2 và cấp 3 tại Thị Trấn Chi Nê, Lạc Thủy, Hòa Bình.
Con trai ông là Nguyễn Tường Lâm (sinh năm 1984), hiện là Bí thư Trung ương Đoàn, Phó Chủ nhiệm thường trực Ủy ban Quốc gia về Thanh niên Việt Nam. Con rể ông là Hà Minh Hiệp (sinh năm 1982) hiện là phó tổng cục trưởng phụ trách tổng cục đo lường chất lượng Bộ Khoa học Công nghệ.

## Sự nghiệp
Sau khi tốt nghiệp, từ tháng 8 năm 1980 đến tháng 10 năm 1988, Nguyễn Văn Thành được phân công về công tác tại Công an Thành phố Hải Phòng, thăng dần lên Đội phó, Đội trưởng, Phó trưởng phòng nghiệp vụ Công an Thành phố Hải Phòng. Ông được kết nạp vào Đảng Cộng sản Việt Nam ngày 27 tháng 5 năm 1982.
Từ tháng 10 năm 1988 đến tháng 6 năm 1996, Nguyễn Văn Thành lần lượt giữ các chức vụ Ủy viên Ban Thường vụ Quận ủy, Trung tá, Trưởng Công an quận Hồng Bàng, sau đó, chuyển sang công tác hành chính, lần lượt giữ chức Phó Chủ tịch Ủy ban nhân dân quận Hồng Bàng, Phó Bí thư Quận ủy, Chủ tịch Ủy ban nhân dân quận Hồng Bàng.
Tháng 7 năm 1996, Nguyễn Văn Thành được bầu làm Ủy viên Ban chấp hành Đảng bộ Thành phố Hải Phòng khóa 11, Bí thư Quận ủy, kiêm Chủ tịch Hội đồng nhân dân quận Hồng Bàng. Tháng 4 năm 2001, được bầu làm Ủy viên Ban chấp hành Đảng bộ Thành phố Hải Phòng khóa 12, Ủy viên Ban Thường vụ Thành ủy, Chánh Văn phòng Thành ủy.
Từ tháng 6 năm 2004, ông là Ủy viên Ban Thường vụ Thành ủy, lần lượt là Phó Chủ tịch Ủy ban nhân dân thành phố, rồi Phó Chủ tịch Thường trực Ủy ban nhân dân thành phố. Tháng 12 năm 2009, ông được bầu làm Phó Bí thư Thành ủy, Bí thư Ban cán sự Đảng Ủy ban nhân dân thành phố, Chủ tịch Ủy ban nhân dân thành phố.
Ngày 1 tháng 12 năm 2010, Nguyễn Văn Thành được bầu làm Bí thư Thành ủy Hải Phòng. Ngày 14 tháng 12 năm 2010, ông được phê chuẩn miễn nhiệm chức danh Chủ tịch Ủy ban nhân dân. Người kế nhiệm ông trong chức vụ Chủ tịch Ủy ban nhân dân Thành phố Hải Phòng là Dương Anh Điền.
Ngày 1 tháng 12 năm 2014, Nguyễn Văn Thành thôi giữ chức Bí thư Thành ủy Hải Phòng, Chủ tịch Hội đồng nhân dân thành phố Hải Phòng nhiệm kỳ 2011-2016 để chuyển về làm Phó Chánh Văn phòng Trung ương Đảng. Ủy viên Bộ Chính trị, Trưởng ban Tổ chức Trung ương Tô Huy Rứa có mặt tại Hải Phòng ngày 1/12 để dự cuộc họp về quyết định này.
Chiều ngày 8 tháng 12 năm 2014, kỳ họp thứ 11 Hội đồng nhân dân TP Hải Phòng khóa XIV đã miễn nhiệm chức danh Chủ tịch HĐND TP Hải Phòng đối với ông Nguyễn Văn Thành.
Ngày 7 tháng 12 năm 2015, Thủ tướng Chính phủ ký Quyết định số 2188/QĐ-TTg bổ nhiệm ông Nguyễn Văn Thành, Ủy viên Trung ương Đảng, nguyên Phó Chánh Văn phòng Trung ương Đảng giữ chức Thứ trưởng Bộ Công an.
Các học vị, học hàm của ông gồm Phó Giáo sư, Tiến sĩ Kinh tế, Cử nhân Luật, Cử nhân Anh văn.
Ngày 22/03/2016, Chủ tịch nước ký Quyết định thăng quân hàm Thượng tướng.
Ngày 07/12/2020, Công bố Quyết định của Chủ tịch nước tặng thưởng Huân chương Quân công hạng Nhất.
Ngày 1 tháng 6 năm 2021, Thủ tướng Chính phủ Phạm Minh Chính ký Quyết định số 834/QĐ-TTg, Thượng tướng Nguyễn Văn Thành, Ủy viên Trung ương Đảng khoá XII, thôi giữ chức vụ Thứ trưởng Bộ Công an kể từ ngày ký.

## Vụ Tiên Lãng
Sau buổi nói chuyện với hội viên CLB Bạch Đằng (17/2/2012) 3 đảng viên lão thành ở Thành phố Hải Phòng đã gửi kiến nghị lên các lãnh đạo Đảng Cộng sản và Nhà nước Việt Nam phản ánh việc Bí thư Thành ủy Hải Phòng Nguyễn Văn Thành phát biểu "trái với kết luận của Thủ tướng". Ông Thành bị cho là đã đổ lỗi cho báo chí thay vì nêu sai sót nào của thành phố, chính quyền, cơ quan liên quan của thành phố Hải Phòng: "Báo chí nói sai, ghép ảnh chỗ khác vào chứ đâu có chuyện xe ủi nhà ông Vươn, không ca ngợi công an - bộ đội, có biểu hiện bôi nhọ; Có bậc lão thành nói không chuẩn; Ông Vươn xây nhà không trong quy hoạch, trốn nợ thuế, không có tý công tích gì, trong khi đó Tiên Lãng tạo mọi thuận lợi cho anh Vươn. Đã gây dư luận phủ nhận công lao quá khứ của huyện Tiên Lãng, nhân dân cả nước chỉ tập trung vào vụ việc này để ngưng trệ sản xuất!!!". Tuy nhiên, Chủ tịch CLB Bạch Đằng Trần Văn Thức cho biết đó không phải là ý kiến của đa số hội viên.

## Tác phẩm
- Sách "Xây dựng và phát triển thành phố thông minh đảm bảo các chỉ số an ninh, an sinh, an toàn trong bối cảnh của cuộc Cách mạng công nghiệp lần thứ tư", Nguyễn Văn Thành chủ biên, đồng tác giả ThS. Đỗ Quang Hưng, Nhà xuất bản Chính trị quốc gia Sự thật năm 2018, đã được xuất bản bằng tiếng Anh ở Mỹ, và được dịch sang tiếng Lào.[8]